# Björknäsgymnasiet

Björknäsgymnasiet är en gymnasieskola i Björknäs i Bodens kommun. Invigdes 1985 och hette då Björknässkolan, men bytte år 2007 namn till Björknäsgymnasiet. Antal elever år 2005 var 1100 stycken. Skolområdet står idag på det område som förr kallades Björknäsparken.